# 矢島満安
矢島 満安（やしま みつやす）は、戦国時代から安土桃山時代にかけての武将。出羽国新荘館主。

## 生涯
矢島氏は出羽由利郡に勢力を張った由利十二頭の一党。宿敵である仁賀保氏と共に清和源氏小笠原氏諸流と伝えられるが、『由利十二頭記（矢島十二頭記）』では大井氏末裔とされている。
戦国時代、矢島氏は仁賀保氏と並び由利郡の二大勢力として抗争を繰り返した。両者の抗争は、永禄3年（1560年）から文禄元年（1592年）の間に十数回に渡る。永禄3年（1560年）の仁賀保氏との合戦で受けた傷がもとで父・義満が死去すると五郎（満安）が家督を継ぐも満安はまだ年少であったため、矢島氏は暫く雌伏の時代となる。
成長した満安は、『奥羽永慶軍記』には「身長六尺九寸、熊の如く鬚有りて尋常の五、六人して喰うべき飯を一人して食し、其の上大なる鮭の魚の丸焼を一本引けるに首尾ともに少しも残さず食し、弥々数の料理を露も残さず。酒を飲むに五器の大なるを以って七度まで傾けたり」と伝えられ、合戦においても豪勇を発揮し、満安の愛馬も陣貝の音を聞くと勇み立って大豆八升を食うので、八升栗毛と名付けられた駿馬であったという。
満安の武勇は誉れ高く仁賀保氏・滝沢氏連合軍を相手に奮戦する。天正3年（1575年）に、滝沢氏の居館を攻撃、滝沢政家ら多くの武士を討ち、滝沢氏を没落させ、翌天正4年（1576年）には仁賀保明重を討ち取り、さらに、翌天正5年（1577年）には、明重の弔合戦を挑んできた仁賀保安重も討ち取った。天正14年（1586年）の合戦でも満安は奮戦し、仁賀保重勝を自ら討ち取る。また、八森城から新荘館に居城を移したともされる。
しかし、天正19年（1591年）の九戸政実の乱以降、由利郡周辺の情勢も大きく変化する。小野寺氏、秋田氏、最上氏、越後の上杉氏らが様々な働きかけを行い始めた。矢島氏以外の仁賀保氏ら由利十二頭は最上氏と親交を深めるようになったが、矢島氏は小野寺氏との関係を継続したことで由利十二頭から孤立するようになる。一方、他の由利十二頭諸氏にしても新しい時代に対応するために結束を強めることは不可欠であり、それを疎外する矢島氏の存在は邪魔なものとなっていた。そしてそのことが、矢島氏滅亡の要因となる。
同年（1591年）11月、最上義光は満安を山形城に招き、上洛して豊臣秀吉に拝謁することを説いたとされる。しかし、義光は満安を山形城に招きながら、矢島家中にも謀略の手を伸ばしており、満安の弟・与兵衛に謀叛を起こさせる。満安は謀叛を鎮圧するも、同族の謀反と文禄元年（1592年）、文禄の役での小介川氏を代理として派遣したことによる兵力提供で矢島氏は兵が減少する。このさなか、仁賀保氏を旗頭とする由利十二頭は一斉に矢島氏へ侵攻、豪勇を誇る満安も衆寡敵せず、妻の実家である西馬音内城主の小野寺茂道のもとへ逃亡する。この直後に西馬音への追っ手を迎え撃ち戦死したともいう。または、義光は小野寺氏にも謀略をかけており、茂道は宗家・小野寺義道の疑いを受け軍勢を差し向けられ自刃。満安は、自らが茂道に対する疑惑を招いたとして翌文禄2年（1593年）、西馬音内城内で自刃、矢島氏は滅亡した。
軍記物の記述では、矢島氏は文禄の役の際の領国の混乱に乗じて仁賀保氏に滅ぼされたことになっているが、私闘は惣無事令に違反するものであり、豊臣秀吉の奥州仕置に矢島氏の名が見えないことなどから、天正16年（1588年）頃の出来事ではないかとする見解もある。 
慶長5年（1600年）、満安の遺臣40名が満安の遺児・鶴姫を擁立し蜂起。仁賀保氏の家臣・菊池氏が守る矢島城（八森城）を奪回、敗れるまでの4日間、立て籠もった。
なお『由利十二頭記』は一部に差異のある異本が多くあるが、それらの一つによれば長子の四郎は与兵衛の謀叛で殺害されたという。また長女の於藤（鶴姫）は満安逃亡の際に捕らえられ、仁賀保氏に連れ去られたともいう。慶長出羽合戦により由利郡を手に入れた最上氏は、慶長8年（1603年）に重臣の楯岡満茂を4万5千石で入部させた。この時に弟の長門守満広は矢島3千石を与えられ、矢島氏旧臣の仲介により於藤を娶ったという。仁賀保氏での扱いは定かではないが、元和6年（1620年）に楯岡氏（本城氏）治下の矢島で満安未亡人が没したとの寺院記録などから、満広との婚姻は事実ではないかとの説が有力視されている。
元和8年（1622年）に最上氏は改易され、本城氏一党はその身柄を酒井忠世に預けられた。その後、赦されて忠世に仕え、酒井家中で最上衆と呼ばれる家臣団となった。後に満広の娘夫妻の子、本城満旨が本家を継ぎ、子孫の本城氏は酒井雅楽頭家（前橋藩・姫路藩主家）の重臣として続いている。

## 関連作品

### 小説
- 今村翔吾『由利の豪傑』（『戦国武将伝 東日本編』収録、2023年、PHP研究所）

### 祭文
- 黒百合姫祭文 - 矢島満安とその娘を主人公とする矢島祭文